# Аксёнов, Павел Васильевич
Па́вел Васи́льевич Аксёнов (28 января 1899, Покровское — 7 мая 1991, Казань) — советский партийный деятель, председатель Казанского городского совета депутатов трудящихся (1930—1935), член бюро Татарского обкома партии. Награждён орденом Ленина. С 1918 года — член РСДРП(б). Член продотряда.
Отец писателя В. П. Аксёнова, муж Евгении Гинзбург.

## Биография
Павел Аксёнов родился 28 января 1899 года в селе Покровское Ряжского уезда Рязанской губернии.
Павел Васильевич окончил церковно-приходскую школу, а в 1919 году — Центральную советскую партийную школу имени Я. М. Свердлова.
Аксёнов вёл активную трудовую деятельность, сменив несколько работ и должностей. Работать начал в юном возрасте, успев побывать пастухом, рабочим, путевым обходчиком на Рязанской железной дороге и на некоторых московских предприятиях. Позже он был помощником писаря, членом волостного земельного комитета Покровской волости.
С 1918 года — на партийной работе: секретарь ячейки РКП(б) в родном селе, с осени 1919 года — агитатор политуправления Юго-Западного фронта на станции Ряжск, инструктор политотдела 15-й Инзенской (Сивашской) дивизии. Принимал непосредственное участие в боевых операциях под Каховкой.
В период с 1921 по 1922 год он работает на разных должностях в Гришинском уездном Комитете партии Донецкой губернии. С 1923 по 1928 год заведовал отделом агитации и пропаганды Рыбинского, Орловского, Нижне-Тагильского губкомов партии.
Затем переехал в Казань, работал секретарём Кировского райкома партии.
С 1930 по 1935 год — председатель Татпрофсовета. При нём организуется Всетатарский конкурс на лучшее предприятие, проводятся общественные смотры состояния работы по оздоровлению условий труда. В этот же период подавляющее большинство рабочих было переведено на 7-часовой рабочий день, а работающие на вредных производствах и подземных работах — на 6-часовой. Мерой труда колхозников стал трудодень. В 1933 году наконец-то было осуществлено всеобщее начальное обучение. Введено всеобщее семилетнее обучение в городах и частично на селе. В годы председательства Павла Васильевича наметился рост педагогических учебных заведений. Большая часть студентов стала получать государственную стипендию.
Профсоюзы принимают самое активное участие в избирательных кампаниях. Среди избранных депутатов городских Советов половину составляют рабочие, которые непосредственно заняты на производстве. В сельских Советах почти три четверти депутатов — колхозники.
Кроме того, профсоюзы значительно усиливают связи с подшефными частями Красной Армии, оказывая им материальную помощь. На предприятиях создаются кружки военных знаний. Проходят изменения и внутри самих профсоюзов.
В марте 1932 года Аксёнов выступает на IX съезде профсоюзов республики с докладом о работе Татпрофсовета.
26 января—10 февраля 1934 года делегат XVII съезда ВКП(б).
В 1935 году Павел Васильевич избран председателем Казанского горисполкома. Параллельно с этим до 1937 года также являлся членом ЦИК ТАССР, ЦИК СССР, ВЦИК.
В 1937 году, в период большого террора, решением Пленума Казанского горсовета его снимают с должности председателя горсовета и выводят из членов Президиума с формулировкой «за притупление большевистской бдительности, невыполнение постановления ВЦИК от 04.05.1937 о перестройке работы Совета, за антигосударственную практику работы». В том же году он был необоснованно осуждён и репрессирован. В 1939 году был приговорён к смертной казни, которую вскоре заменили на 15 лет лагерей.
Почти 18 лет находился в лагерях Инты, Коми АССР и в ссылке в Красноярском крае. В 1956 году Павла Васильевича Аксёнова реабилитировали. Этот этап жизни Павла Васильевича был отражён в его автобиографической книге «Последняя вера», которая была опубликована уже после его смерти в журнале «Казань».
Умер Павел Васильевич Аксёнов 7 мая 1991 года. Похоронен в Казани на Арском кладбище.
В 2009 году в Казани был открыт Дом-музей Василия Аксёнова, в экспозиции которого рассказывается и о его родителях — Павле Аксенове и Евгении Гинзбург.

## Семья
Первым браком был женат на Цецилии (Циле) Яковлевне Шапиро (1898–1972). В этом браке родилась дочь Майя (1925—2010), педагог-методист, автор методических и учебных пособий по преподаванию русского языка. Его второй женой была Евгения Гинзбург, преподаватель общественных наук, журналистка, написавшая после реабилитации роман «Крутой маршрут». В третий раз (в 1956 году) Павел Васильевич женился на Анне Ивановне Сальтиной (ум. в 1982), уже после возвращения из ссылки.